# Johan Arvedson
Johan Emil Arvedson, född 13 november 1862 i Sankt Lars församling, Östergötlands län, död 28 november 1937 i Engelbrekts församling, Stockholms stad, var en svensk läkare och grundare av Arvedsons gymnastikinstitut.

## Biografi
Johan Arvedson var son till kamreraren Carl Arvedson. Han blev avlade studentexamen vid Linköpings Högre Elementarskola 1881, medicine kandidat vid Uppsala universitet 1887, medicine licentiat vid Karolinska Institutet 1893 och avlade gymnastikdirektörsexamen vid Gymnastiska centralinstitutet 1894. Arvedson grundade 1888 ett gymnastikinstitut i Stockholm för utbildning av kvinnliga gymnastikdirektörer. Kursen som var 2-årig omfattade såväl frisk- som sjukgymnastik. Institutet, som upplöstes i samband med Arvedsons död, var från 1902 det enda privata institutet med examensrätt i Sverige. Han utgav även skrifter i gymnastikfrågor och läroböcker.

## Se även

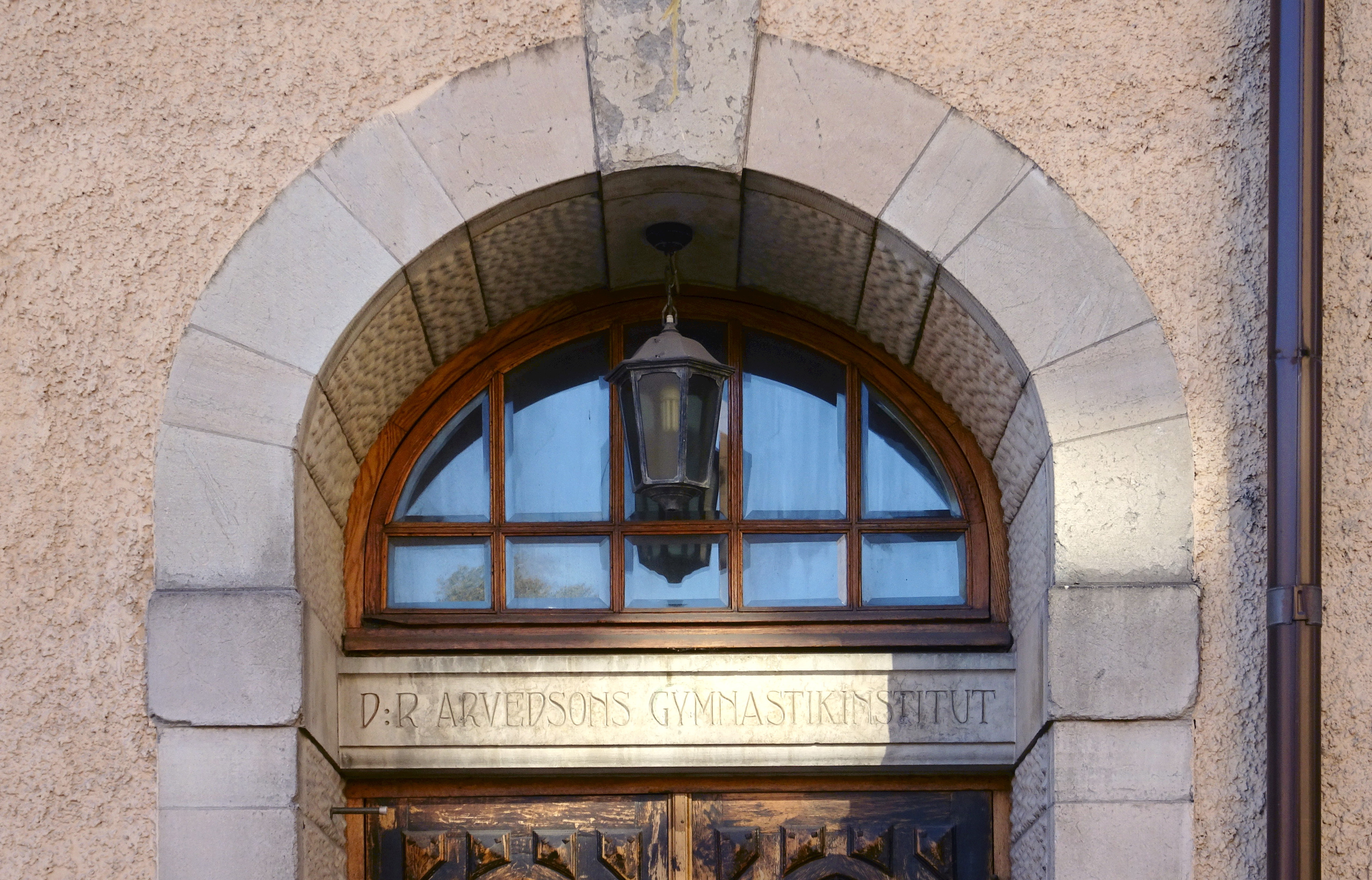
"D:r Arvedsons Gymnastikinstitut", Tofslärkan 8, Odengatan 1.